# Lovek

Lovek (significando "encruzilhada") foi a capital de um antigo reino Khmer  após a conquista de Angkor, pelos Siamese em 1431. Pouco mais de uma aldeia atualmente, está localizada na província de Kampong Chhnang, ao norte de Oudong no Camboja.

## História
No século XVI, após a vitória de Ponhea Chan na [guerra civil]] entre ele e Sdech Kan (ou Srei Neay Kan) que durou de 1516 a 1529,  Ponhea se tornou o novo rei do Camboja, sendo ele coroado com o nome de rei Ang Chan I.
O rei Ang Chan I (1516-1566), um dos poucos grandes monarcas Khmer do período pós-Angkorian, mudou a capital de Phnom Penh para Lovek.
Longvek esta localizada a meio caminho entre Phnom Penh e o extremo sul do Tonle Sap e foi escolhido pelo rei Ang Chan (1516-1566) como a sua capital por causa de seu terreno facilmente defensável. Ele ordenou que seu palácio fosse construído em Longvek em 1553. Como resultado, nesse periodo o Camboja era muitas vezes referido como "Lovek" ou "Longvek" pelos viajantes estrangeiros.
Exploradores e missionários portugueses e espanhóis que visitaram a cidade, localizada às margens do Tonle Sap, um rio ao norte de Phnom Penh, a descrevem como um lugar de riquezas fabulosas.  Os produtos comercializados são muitos, incluindo pedras preciosas, metais, seda e algodão, incenso, marfim, laca, pecuária (incluindo elefantes), e corno de rinoceronte (valorizada pelos chineses como um medicamento raro e potente). Ao final do século XVI e início do século XVII, Lovek continha florescentes comunidades de chineses, indonésianos, malaios, japoneses, árabes, espanhóis e portugueses ligados ao comércio exterior. A eles se juntaram mais tarde ingleses e holandeses. Entre os europeus que visitaram a cidade destaca-se Blas Ruiz de Hernán González, o qual torno-se amigo do rei Satha, e o aventureiro portugues Diogo Beloso, oriundo de Amarante.
Os siameses, liderados pelo rei Naresuan, deram um golpe fatal a independência do Camboja, capturando Lovek em 1593/1594. Crônicas cambojanas descrever a queda de Lovek como uma catástrofe da qual a nação nunca se recuperou totalmente.
Mais do que a conquista de Angkor um século e meio antes, a captura pelos siameses de Lovek marcou o início do declínio do Camboja.
No período histórico que se seguiu, Camboja tornou-se um peão na luta pelo poder entre seus dois vizinhos cada vez mais poderosos, Sião e Vietnam.
Em 1594 a capital foi transferida por um breve periodo para Srey Santhor (1594-1620) e mais tarde para Oudong(1620-1863).

### LovekEra (1525-1593)
| Nome                                | Nome Pessoal      | Reinado   |
| ----------------------------------- | ----------------- | --------- |
| Ney Khan                            | Ney Khan          | 1512-1516 |
| Ang Chan I                          | Ponhea Chan       | 1516-1566 |
| Baromreachea I ou Paramindharaja IV | Satha Len         | 1566-1576 |
| Chey Chettha I                      | Sri Jetthadhiraja | 1576-1594 |